# Stanići (Omiš)
Stanići su naselje u Splitsko-dalmatinskoj županiji.

## Zemljopis
Nalaze se podno Omiške Dinare.

## Upravna organizacija
Gradsko su naselje grada Omiša po upravnoj organizaciji, iako su od samog naselja Omiša udaljeni nekoliko kilometara.
Po poštanskoj organizaciji, pripadaju poštanskom uredu u Omišu.

## Stanovništvo
Većinsko i jedino autohtono stanovništvo ovog sela su Hrvati.
| broj stanovnika |       |       | 41    | 43    | 66    | 84    |       |       | 117   | 114   | 100   | 88    | 154   | 307   | 502   | 534   | 482   |
|                 | 1857. | 1869. | 1880. | 1890. | 1900. | 1910. | 1921. | 1931. | 1948. | 1953. | 1961. | 1971. | 1981. | 1991. | 2001. | 2011. | 2021. |